# Черокі-Пасс (Міссурі)
Черокі-Пасс (англ. Cherokee Pass) — переписна місцевість (CDP) в США, в окрузі Медісон штату Міссурі. Населення — 271 особа (2020).

## Географія
Черокі-Пасс розташоване за координатами 37°29′17″ пн. ш. 90°17′38″ зх. д. / 37.48806° пн. ш. 90.29389° зх. д. (37.487940, -90.294020).  За даними Бюро перепису населення США в 2010 році переписна місцевість мала площу 5,42 км², з яких 5,39 км² — суходіл та 0,03 км² — водойми.

## Демографія
Згідно з переписом 2010 року, у переписній місцевості мешкало 235 осіб у 102 домогосподарствах у складі 75 родин. Густота населення становила 43 особи/км².  Було 122 помешкання (23/км²).
Расовий склад населення:
| - 99,1 % — білих - 0,4 % — чорних або афроамериканців - 0,4 % — азіатів |

До двох чи більше рас належало 0,0 %. Частка іспаномовних становила 0,0 % від усіх жителів.
За віковим діапазоном населення розподілялося таким чином: 16,6 % — особи молодші 18 років, 60,0 % — особи у віці 18—64 років, 23,4 % — особи у віці 65 років та старші. Медіана віку мешканця становила 50,5 року. На 100 осіб жіночої статі у переписній місцевості припадало 128,2 чоловіків;  на 100 жінок у віці від 18 років та старших — 110,8 чоловіків також старших 18 років.
Середній дохід на одне домашнє господарство  становив 47 624 долари США (медіана — 27 045), а середній дохід на одну сім'ю — 47 624 долари (медіана — 27 045). За межею бідності перебувало 16,9 % осіб, у тому числі 100,0 % дітей у віці до 18 років та 0,0 % осіб у віці 65 років та старших.
Цивільне працевлаштоване населення становило 118 осіб. Основні галузі зайнятості: мистецтво, розваги та відпочинок — 30,5 %, освіта, охорона здоров'я та соціальна допомога — 23,7 %, будівництво — 16,1 %, науковці, спеціалісти, менеджери — 9,3 %.